# Mukhammad Sultonov
Bản mẫu:Eastern Slavic name
Mukhammad Imomaliyevich Sultonov (tiếng Nga: Мухаммад Имомалиевич Султонов; sinh ngày 22 tháng 12 năm 1992) là một cầu thủ bóng đá người Nga. Anh thi đấu cho F.K. Rotor Volgograd.

## Sự nghiệp câu lạc bộ
Anh có màn ra mắt tại Russian Second Division cho F.K. Lokomotiv-2 Moskva vào ngày 22 tháng 4 năm 2012 trong trận đấu với F.K. Volga Tver.